# Kiyoshi Nakatani
Kiyoshi Nakatani (japanisch 中谷 喜代志 Nakatani Kiyoshi; * 7. Mai 1991 in Tondabayashi) ist ein japanischer Fußballspieler.

## Karriere
Nakatani erlernte das Fußballspielen in der Schulmannschaft der Higashiyama High School und der Universitätsmannschaft der Ritsumeikan-Universität. Seinen ersten Vertrag unterschrieb er 2014 bei polnischen Verein Concordia Elbląg in Elbląg. Mit dem Verein spielte er 16-mal in der zweiten polnischen Liga, der 2. Liga. Im August 2014 wechselte er nach Lettland. Hier schloss er sich dem in der ersten Liga, der Virsliga, spielenden BFC Daugavpils. Für den BFC stand er 14-mal in der ersten Liga auf dem Spielfeld. Vom 1. November 2014 bis 31. Januar 2016 war er vertrags- und vereinslos. Am 1. Februar 2016 unterschrieb er in Japan einen Vertrag beim FC Osaka. Der Verein, der in der Präfektur Osaka beheimatet ist, spielte in der vierten Liga, der Japan Football League. Der Ligakonkurrent Vanraure Hachinohe aus Hachinohe nahm ihn im Januar 2018 unter Vertrag. Ende 2018 wurde er mit dem Verein Tabellendritter und stieg somit in die dritte Liga auf. 2021 verpflichtete ihn der Fünftligist Vonds Ichihara aus Ichihara.